# 宋宝瑞
宋宝瑞（1937年—2022年9月20日），北京市顺义县人，中华人民共和国政治人物。

## 生平
早年毕业于清华大学冶金系焊接材料及设备专业。1982年，任四川自贡中国焊接材料制造公司经理。次年，任四川省自贡市委副书记。1989年，任四川省委副书记。1996年，任四川省省长。2022年9月20日因病医治无效，在成都逝世，享年85岁。